# Martin Sorrondeguy
Martin Sorrondeguy – amerykański muzyk – członek i wokalista hardcore'owych zespołów Limp Wrist i Los Crudos, założyciel wytwórni płytowej Lengua Armada Discos. Czołowy przedstawiciel ruchu straight edge, prominentna postać sceny queercore'owej. Także reżyser dokumentalnego filmu Beyond The Screams: A U.S. Latino Hardcore Punk Documentary (2004).
Urodził się w Montevideo w Urugwaju, dorastał zaś w Chicago w stanie Illinois (USA). Jest pochodzenia indiańsko-latynosko-amerykańskiego. Jest też zdeklarowanym gejem.

## Dyskografia z grupą Limp Wrist
Albumy
- Don't Knock It Till You Try It – demo
- Limp Wrist – wydany za pośrednictwem Lengua Armada Discos w USA oraz La Vida Es Un Mus w Europie
- Limp Wrist – The Official Discography – wyd. za pośrednictwem Cheap-Art Records

Single
- What's Up With The Kids – wyd. za pośrednictwem Paralogy Records
- Split
- Want Us Dead – wyd. za pośrednictwem Cheap-Art Records i Lengua Armada Discos (maj 2006)